# حديقة جامعة الدول العربية
حديقة الجامعة العربية هي حديقة تقع وسط مدينة الدار البيضاء في المغرب.

## تاريخ

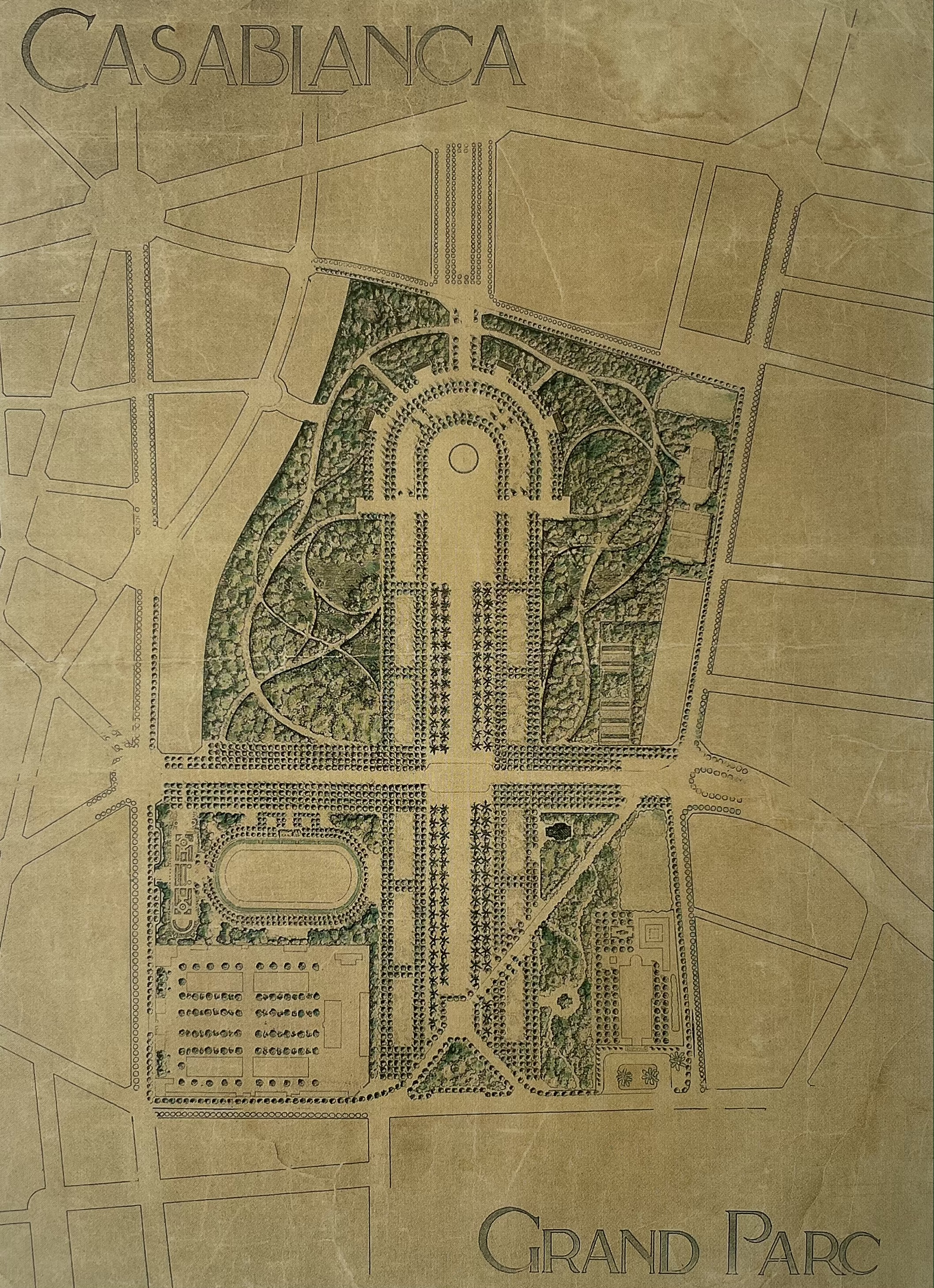
خريطة الحديقة الكبيرة في الدار البيضاء عام 1922

كان هناك سجن برتغالي قد يعود تاريخه إلى عام 1500 يعرف باسم «سجن آنفا». نقلت أقواس السجن القديم لتزيين الحديقة، ومازالت الأقواس قائمة قرب كنيسة القلب المقدس وهناك أقواس أخرى قرب شارع الحسن الثاني.
في عام 1913، كلف المعماري الفرنسي ألبيغ لاپراد بإعادة تصميم الحديقة المركزية للمدينة تحت إشراف المعماري أنغي پغوست. سميت سابقا باسم حديقة ليوطي (بالفرنسية: Parc Lyautey) تكريما للمقيم العام الفرنسي هوبير ليوطي.  
أنشئت حديقة الألعاب ياسمينة في الخمسينات بشارع مولاي يوسف، ولكن حالتها تدهورت كثيرا.

## إعادة التهيئة
خضعت حديقة الجامعة العربية لاعادة التهيئة ما بين 2016 و 2021، بتكلفة إجمالية قدرها 100 مليون درهم، حيث تمت تهيئة جميع فضاءات الحديقة، وإحداث مسار رياضي، ومرافق للألعاب، ومقاه وأكشاك ومرافق صحية، ووضع التجهيزات العمومية، وذلك عبر استخدام التكنولوجيا الحديثة لعقلنة استعمال الموارد الطبيعية. وقد تم إفتتاحها رسمياً في 5 ماي 2021 بعد إنتهاء أشغال التهيئة.

## معرض الصور

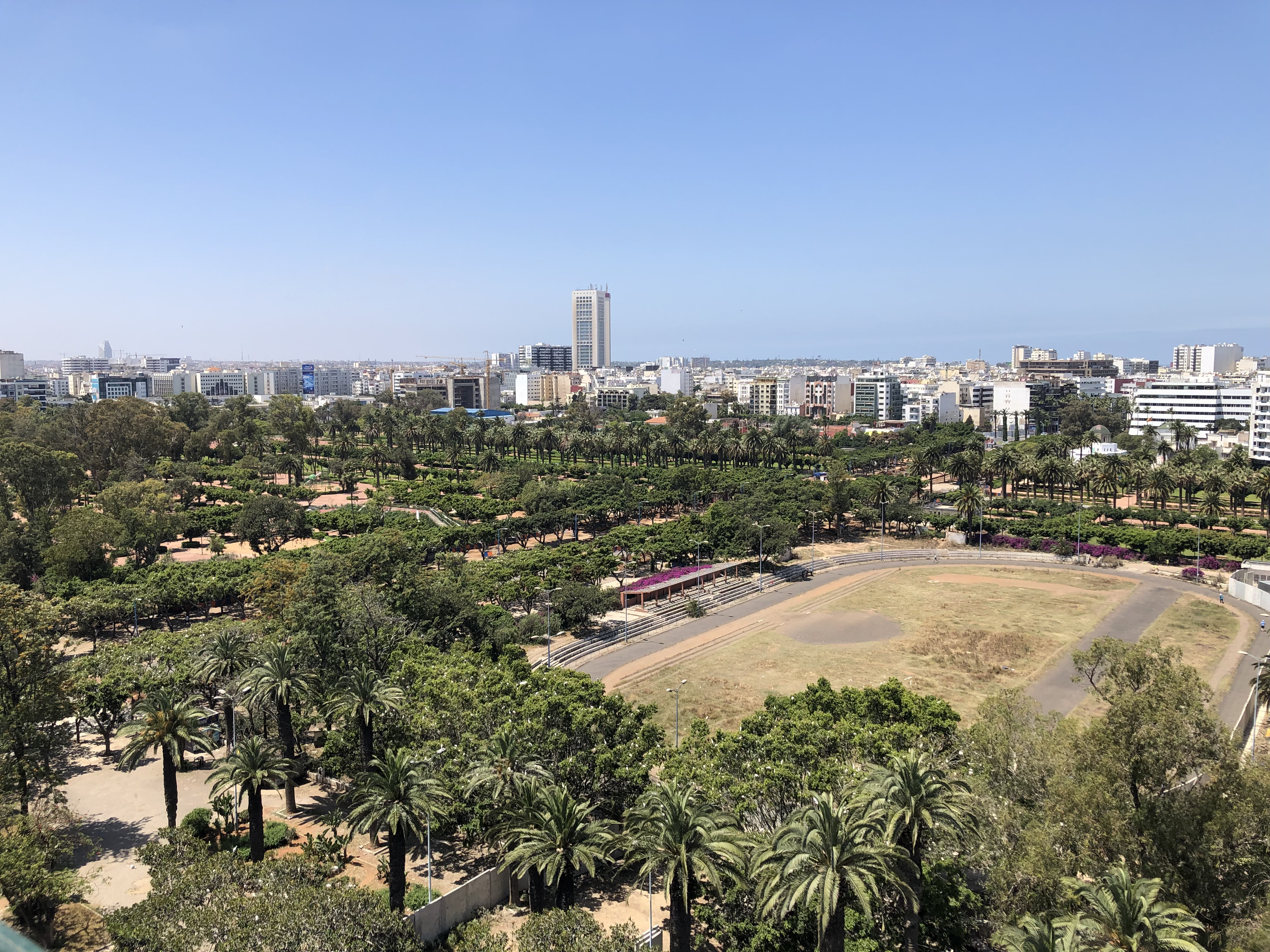
الحديقة من الأعلى
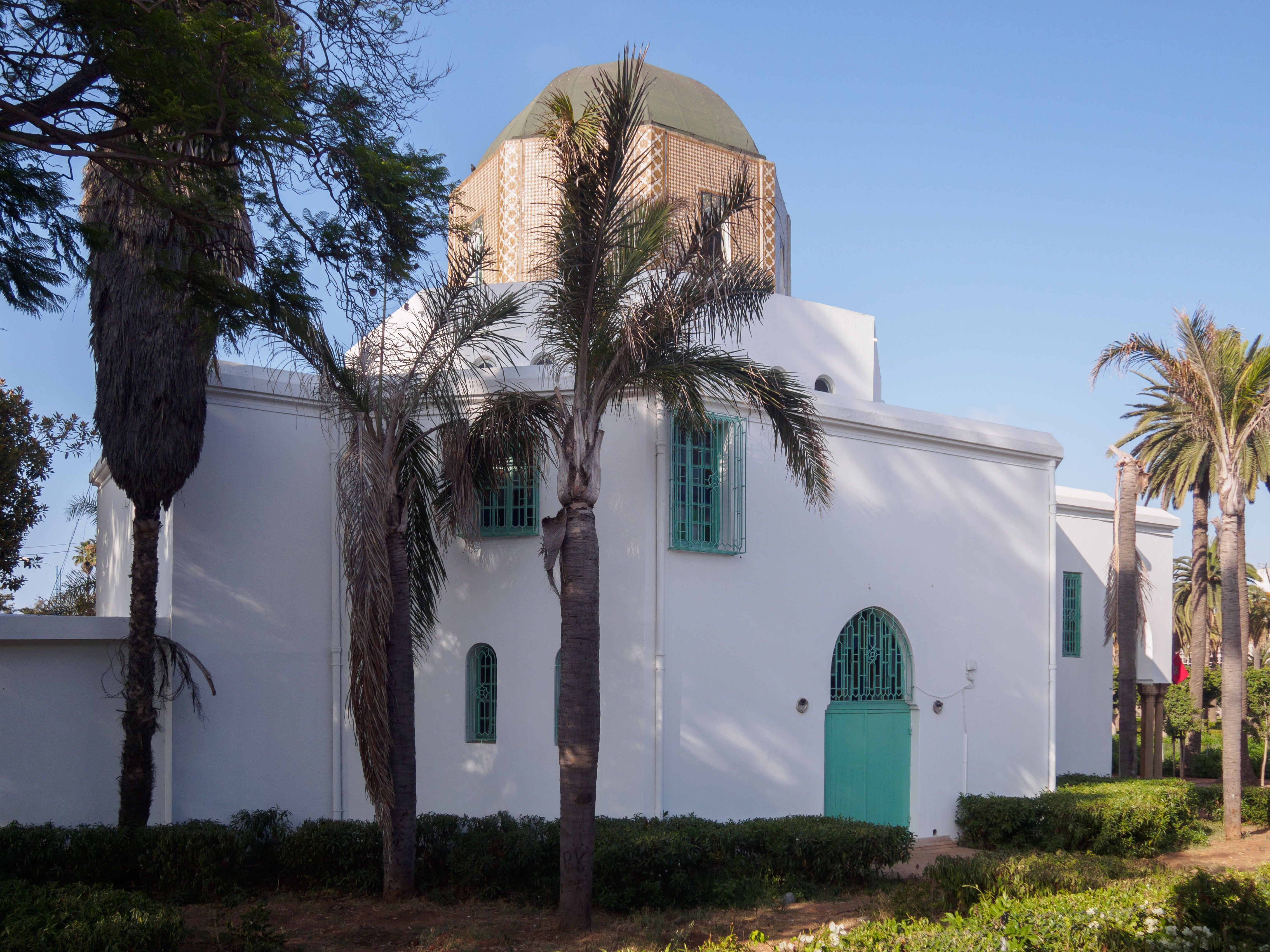
محج بالحديقة
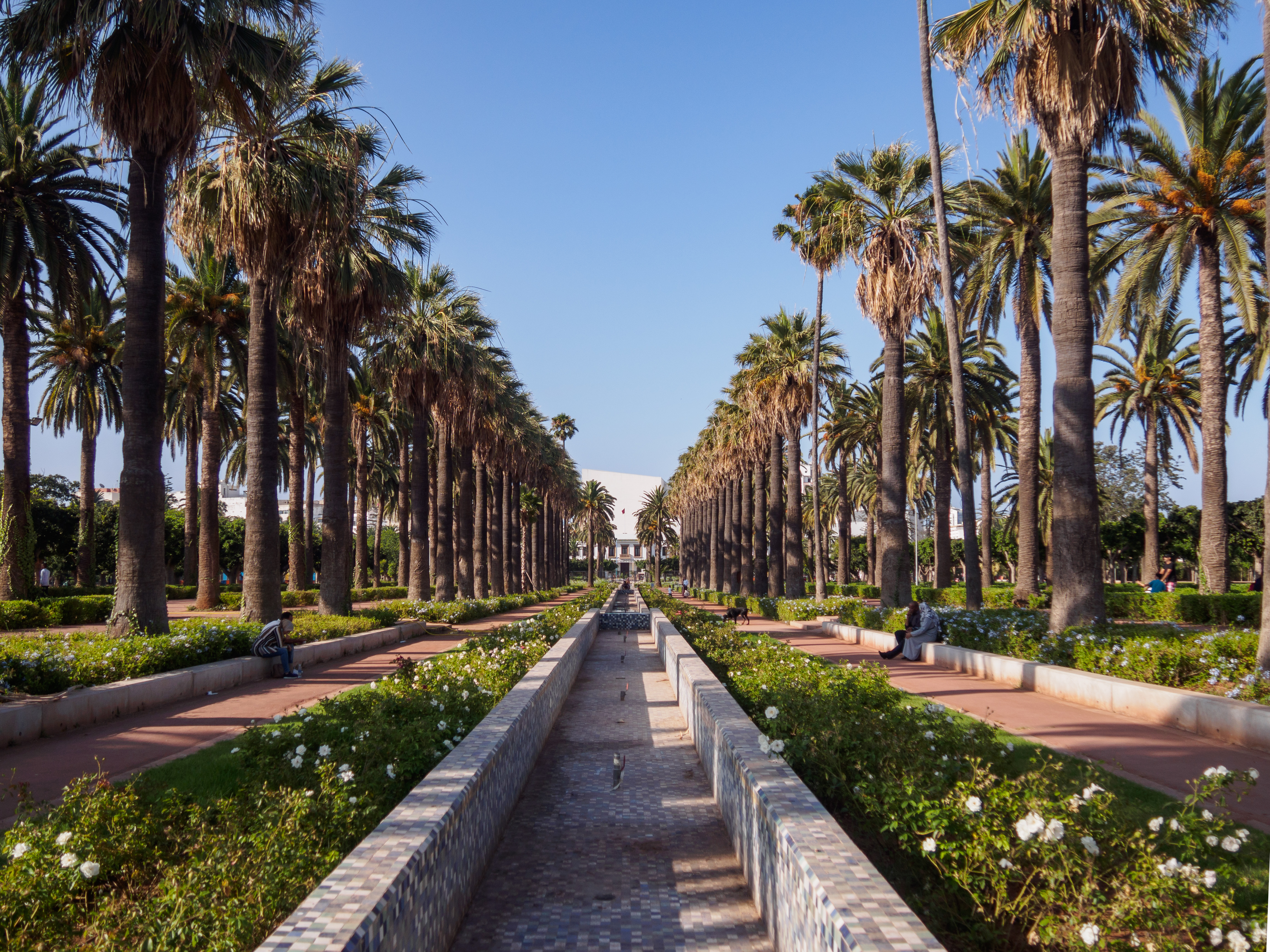
قناة للماء بالحديقة